# Can I Play with Madness
Can I Play with Madness is een nummer van de Britse heavy metal band Iron Maiden en afkomstig van het album Seventh Son of a Seventh Son uit 1988. Het nummer werd op 14 maart dat jaar als eerste single van het album uitgebracht.

## Tracklijst
7 inch vinylsingle
| Nr. | Titel                   | Duur |
| --- | ----------------------- | ---- |
| 1.  | Can I Play With Madness | 3:31 |

| Nr. | Titel            | Duur |
| --- | ---------------- | ---- |
| 1.  | Black Bart Blues | 6:39 |

12 inch vinylsingle
| Nr. | Titel                   | Duur |
| --- | ----------------------- | ---- |
| 1.  | Can I Play With Madness | 3:31 |

| Nr. | Titel                       | Duur |
| --- | --------------------------- | ---- |
| 1.  | Black Bart Blues            | 6:39 |
| 2.  | Massacre (Thin Lizzy Cover) | 2:54 |

## Bezetting
- Bruce Dickinson - zang
- Dave Murray - gitaar
- Adrian Smith - gitaar
- Steve Harris - basgitaar
- Nicko McBrain - drums

## Hitnoteringen

### Nederlandse Top 40
De plaat kwam op vrijdag 22 april 1988 de hitlijst binnen  op een 33e positie. De plaat behaalde vervolgens de 14e positie in deze lijst op 13 mei 1988 en stond totaal 7 weken genoteerd.

### Nationale Hitparade Top 100
De plaat kwam op donderdag 31 maart 1988 de publieke hitlijst binnen op de 79e positie en behaalde uiteindelijk de 6e positie en stond totaal 15 weken genoteerd.

### NPO Radio 2 Top 2000
Sinds de editie van 2014 staat de plaat genoteerd in jaarlijkse  NPO Radio 2 Top 2000 van de Nederlandse publieke radiozender NPO Radio 2.

| Nummer met noteringen in de NPO Radio 2 Top 2000 | '14 | '15 | '16 | '17 | '18 | '19 | '20 | '21 | '22 | '23 | '24 |
| ------------------------------------------------ | --- | --- | --- | --- | --- | --- | --- | --- | --- | --- | --- |
| Can I Play with Madness                          | 259 | 208 | 388 | 394 | 373 | 420 | 496 | 571 | 555 | 597 | 641 |

1. ↑  Een vetgedrukt getal geeft de hoogste notering aan.
2. ↑  2014 was het eerste jaar met een notering voor dit nummer.